# ハミルトンベクトル場
数学および物理学において、シンプレクティック多様体上のハミルトンベクトル場（ハミルトンベクトルば、英: Hamiltonian vector field）は、任意のエネルギー関数あるいはハミルトニアンに対して定義されるベクトル場である。名前は物理学者・数学者のウィリアム・ローワン・ハミルトンに因む。
ハミルトンベクトル場は系の時間発展に幾何学的な解釈を与える：相空間上の系の時間発展は、ハミルトンベクトル場のフローに一致する。すなわち、H をハミルトニアンとし、(q(t), p(t)) を H に関する正準方程式の解とするとき、(q(t), p(t)) はハミルトンベクトル場の XH の積分曲線 {\displaystyle e^{tX_{H}}} に一致する。
ハミルトンベクトル場はより一般に任意のポアソン多様体上定義できる。多様体上の関数 f, g に対応する2つのハミルトンベクトル場のリー括弧はそれ自身ハミルトンベクトル場であり、そのハミルトニアンは f と g のポアソン括弧により与えられる。

## 定義
(M, ω) をシンプレクティック多様体とする。M 上の滑らかな関数 {\displaystyle f\in C^{\infty }(M)} に対して、
{\displaystyle {\mathsf {d}}f=\omega (X_{f},\cdot )}
を満たす M 上のベクトル場 Xf が唯一つ定まる。（Xf の存在性はシンプレクティック形式 ω が非退化である事と外積代数の一般論から従う。）
H をハミルトニアンとするとき、ベクトル場 XH を H から定まるハミルトンベクトル場という。
ハミルトンベクトル場 XH をダルブー座標 {\displaystyle (q_{1},\cdots ,q_{n},p_{1},\cdots ,p_{n})} を用いて表すと、
{\displaystyle X_{H}=\sum _{i=1}^{n}\left({\frac {\partial H}{\partial p_{i}}}{\frac {\partial }{\partial q_{i}}}-{\frac {\partial H}{\partial q_{i}}}{\frac {\partial }{\partial p_{i}}}\right)}
と書ける。ここで、M の次元は 2n であるとした。

## 性質
- 対応 f ↦ Xf は線型であるので、2つのハミルトン関数の和は対応するハミルトンベクトル場の和へ変換される。

- (q1, ..., qn, p1, ..., pn) を M 上の正準座標とする（上記参照）。すると、曲線 γ(t) = (q(t), p(t)) がハミルトンベクトル場 XH の積分曲線であることと、この曲線が次のハミルトン方程式（英語版）の解であることは、同値である。

{\displaystyle {\dot {q}}^{i}={\frac {\partial H}{\partial p_{i}}}}
{\displaystyle {\dot {p}}_{i}=-{\frac {\partial H}{\partial q^{i}}}.}
- ハミルトニアン H は積分曲線に沿って定数である。なぜならば、{\displaystyle \langle dH,{\dot {\gamma }}\rangle =\omega (X_{H}(\gamma ),X_{H}(\gamma ))=0} だからである。すなわち、H(γ(t)) は実は t とは独立である。この性質は、ハミルトン力学におけるエネルギー保存則と対応する。

- より一般に、2つの関数 F と H のポアソン括弧（下記参照）が 0 であるとき、F は H の積分曲線に沿って定数であり、同様に、H は F の積分曲線に沿って定数である。この事実はネーターの定理の背後にある抽象的な数学的原理である。

- シンプレクティック形式 ω はハミルトンフローにより保存される。同じことであるが、リー微分は {\displaystyle {\mathcal {L}}_{X_{H}}\omega =0} である。

## ポアソンの括弧
ハミルトンベクトル場の考え方は、シンプレクティック多様体 M 上の微分可能な関数上の歪対称な双線型作用素であるポアソン括弧を導く。それは
{\displaystyle \{f,g\}=\omega (X_{g},X_{f})=dg(X_{f})={\mathcal {L}}_{X_{f}}g}
で定義される。ここに、{\displaystyle {\mathcal {L}}_{X}} はベクトル場 X に沿ったリー微分を表す。さらに、次の等式が成り立つ。
{\displaystyle X_{\{f,g\}}=[X_{f},X_{g}].}
ここに右辺はハミルトニアン f と g を持つハミルトンベクトル場のリー括弧を表す。したがって（ポアソン括弧の証明より）、ポアソン括弧はヤコビ恒等式
{\displaystyle \{\{f,g\},h\}+\{\{g,h\},f\}+\{\{h,f\},g\}=0}
を満たす。これは以下のことを意味する。M 上の可微分関数全体のなすベクトル空間にポアソン括弧を与えると R 上のリー環の構造を持ち、対応 f ↦ Xf はリー環準同型であり、その核は局所定数関数（M が連結ならば定数関数）からなる。